# Brettin
Brettin ist ein Ortsteil der gleichnamigen Ortschaft der Stadt Jerichow im Landkreis Jerichower Land in Sachsen-Anhalt, (Deutschland).

## Geographie
Brettin liegt ca. 3 Kilometer östlich von Genthin am Roßdorfer Altkanal, einem Seitenarm des Elbe-Havel-Kanals. Zur Ortschaft Brettin gehört der Ortsteil Annenhof. Zur Bundesstraße 1, die Magdeburg mit Berlin verbindet, sind es in südlicher Richtung ca. 2,5 Kilometer. In westlicher Richtung sind es ca. 3 Kilometer bis zur Bundesstraße 107. Bis 1967 besaß Brettin einen Bahnhof an der Bahnstrecke Genthin–Milow.

## Geschichte
Im Jahr 1365 wurde Brettin erstmals urkundlich erwähnt. Dann entwickelte sich ein Gutsdorf. Viele Generationen war die uradelige Familie von Werder im Gutsbesitz. Die Gutsherren derer von Werder waren u. a. der Kammerpräsident Wolfgang Friedrich August von Werder (1716–1773), und folgend der Zolldirektor Johann Carl von Werder (1751–1808). Die Werder waren teils auch die Deichhauptleute der Region. Dann folgte das Adelsgeschlecht der von Bonin. Hier war zunächst der einflussreiche Kammerherr, Wirkliche Geheime Rat sowie zeitweilige Finanzminister und Oberpräsident Gustav von Bonin als Gutsherr im Amt, verheiratet mit Maria Keller. Erbe wurde ihr ältester Sohn Gisbert von Bonin-Brettin. Er hatte mit seiner Frau Maria Freiin von Hurter vier Töchter. Letzter Gutsbesitzerin wurde im Minorat die jüngste Tochter, die Juristin und Schriftstellerin Elsa von Bonin, die mit ihrer Lebenspartnerin das Schloss bewohnte. Zeitweilig war der Besitz Brettin an den Juristen Dr. Angstin und der Annenhof an den Offizier Gerhard Freiherr von Rappard (1892–1982) verpachtet, der dann mit seiner Familie ab etwa 1937 in Wittenberg lebte. Elsa von Bonin hatte seit 1933 einen adeligen Adoptivsohn, Fabian von Osten (1921–1997), der sich v. Bonin-v. Osten nannte.
Am 30. September 1928 wurde der Gutsbezirk Brettin mit der Landgemeinde Brettin vereinigt, ohne das sich an den fiskalischen, kirchlichen oder privaten Eigentum etwas änderte; lediglich der Gutsbezirk juristisch kein eigenständiger Ort mehr war. 1945/1946 folgte die Enteignung der Familie von Bonin.
Am 20. Juli 1950 wurde die bis dahin eigenständige Gemeinde Brettin nach Genthin eingemeindet. Am 1. Januar 1957 wurde der Ortsteil Brettin wieder aus der Stadt Genthin ausgegliedert und entstand als politisch selbstständige Gemeinde neu.
Durch einen Gebietsänderungsvertrag hat der Gemeinderat von Brettin am 28. Mai 2009 beschlossen sich aufzulösen und mit 11 anderen Gemeinden sich zu einer neuen Einheitsgemeinde mit dem Namen Stadt Jerichow zu vereinigen. Dieser Vertrag wurde vom Landkreis als unterer Kommunalaufsichtsbehörde genehmigt und trat am 1. Januar 2010 in Kraft. Im gleichen Atemzuge hörte auch die Verwaltungsgemeinschaft Elbe-Stremme-Fiener auf zu existieren, da sich alle ehemaligen Mitgliedsgemeinden zur neuen Einheitsgemeinde „Stadt Jerichow“ zusammenschlossen.

## Politik

### Bürgermeister
Seit April 2018 ist Torsten Schmidt Ortsbürgermeister von Brettin. Er trat die Nachfolge von Werner Pamperin an, der 27 Jahre lang bis zu seinem Tod Ortsbürgermeister gewesen war.

### Flagge
Die Flagge ist Blau – Gelb (1:1) gestreift (Längsform: Streifen senkrecht verlaufend) und mit dem mittig aufgelegten Wappen Brettins belegt.

### Wappen
Blasonierung: „Begleitet von einer goldenen Wellenflanke in Blau ein junger goldener Baum an goldenem Pflock, befestigt durch zwei goldene Doppelbänder.“
Das Wappen wurde von dem Heraldiker Ernst Albrecht Fiedler gestaltet. Die Farben Brettins sind Gold (Gelb) – Blau.

### Historisches Wappenbild
Die Gemeinde Brettin führte in ihrem Gemeindesiegel schon einmal ein wappenähnliches Siegelbild. Dieses wurde im Zeitraum nach dem Zweiten Weltkrieg bis ca. der Einführung der Bezirke und Kreise in der DDR (1945–1952) benutzt.
Eine weitere Quelle ist das Kreisheimatmuseum in Genthin.

Altes Siegel der Gemeinde Brettin
Flagge der Gemeinde Brettin

## Persönlichkeiten
- August Rethfeld, Lehrer, Dr. phil., Autor,[15] 1857 in Brettin geboren